# Michael Körner
Michael Körner (ur. 20 marca 1914 we Fürsthofie, zm. luty 1948) – zbrodniarz nazistowski, członek załogi niemieckich obozów koncentracyjnych Oranienburg i Sachsenhausen oraz SS-Obersturmführer.

## Życiorys
Członek Hitlerjugend od 1931 oraz NSDAP i SA od lutego 1933. W 1935 wstąpił do SS (nr identyfikacyjny 327178). Służbę obozową rozpoczął w Oranienburgu. Od 1941 pełnił służbę w Sachsenhausen. We wrześniu 1944 objął stanowisko trzeciego kierownika obozu (III. Schutzhaftlagerführer). Funkcję tę pełnił do maja 1945. Między październikiem 1944 a kwietniem 1945 brał udział w egzekucjach trzynastu więźniów przez powieszenie i rozstrzelaniu 220 innych.
Körner został po zakończeniu wojny osądzony przez radziecki Trybunał Wojskowy w Berlinie wraz z innymi członkami personelu Sachsenhausen i skazany na dożywotnie pozbawienie wolności połączone z ciężkimi robotami. Umieszczono go w jednym z obozów w kompleksie łagrów w okolicach Workuty, gdzie zmarł podczas zimy w początkach 1948.